# Escola Municipal Ignasi Iglésias
L'Escola Municipal Ignasi Iglésias és un centre educatiu de Barcelona que va obrir les portes el 17 de novembre de 1931.

## Història
El seu origen se situa l'any 1930, quan l'associació Amics d'Ignasi Iglésias va engegar una campanya de recaptació de fons per aixecar una font en homenatge al poeta i dramaturg, fill de Sant Andreu de Palomar, que havia mort dos anys abans. La recaptació va suposar un gran èxit, per la qual cosa, i tenint en compte l'aferrissada defensa que Iglésias havia fet de les escoles a l'aire lliure mentre va ser membre del consistori barceloní, es van destinar els diners a la compra de la finca Les Carasses per crear-hi una escola pública.
El centre, que pertanyia al Patronat d'Escoles Municipals, va seguir els principis de les escoles a l'aire lliure i impartia els ensenyaments d'acord amb el model de l'escola activa. Després de la guerra civil espanyola, molts mestres van ser depurats, però l'escola va seguir oberta i els seus professionals van mantenir la ferma voluntat d'oferir un bon servei al barri. Amb la recuperació de les institucions democràtiques es va crear la primera direcció col·legiada i el consell escolar.
La intervenció pedagògica de l'escola Ignasi Iglésias es fonamenta en els models d'escola activa, la implantació de les noves tecnologies, l'educació per i des de la diversitat cultural, el respecte per l'entorn i una visió globalitzadora de l'educació. El centre ha estat el referent educatiu de Sant Andreu, i per les seves aules ha passat gran part dels veïns i les veïnes del barri. El prestigi assolit ha fet que sigui una de les escoles amb més sol·licituds de matriculació.
Destaca també per la seva implicació en la vida del barri i la seva presència en les festes populars, a les quals du el seu propi gegant. Actualment hi segueixen estudis uns 277 alumnes d'entre 3 i 12 anys. El centre està integrat per la masia històrica Les Carasses, un edifici d'estil modern i una nova planta que acull el gimnàs i sala d'actes. El 2007 van rebre la Medalla d'Honor de Barcelona.